# Hydraena deliquesca
Hydraena deliquesca är en skalbaggsart som beskrevs av Perkins 2007. Hydraena deliquesca ingår i släktet Hydraena och familjen vattenbrynsbaggar. Inga underarter finns listade i Catalogue of Life.